# Dekadvulkaner

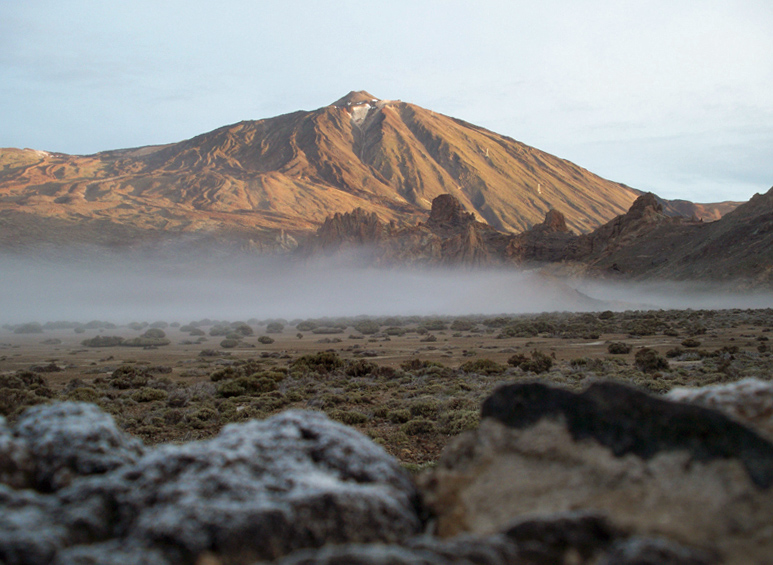
Teide, Teneriffa (Spanien).

Dekadvulkanerna är sexton vulkaner som har identifierats av International Association of Volcanology and Chemistry of the Earth's Interior (IAVCEI). Man håller särskild koll på dessa vulkaner på grund av deras tidigare stora utbrott med förstörelse som följd samt deras läge nära befolkade områden. Dessa vulkaner studeras kontinuerligt med förhoppningen att bland annat kunna göra folk uppmärksamma på farorna samt varna i god tid före fara. 
Andra mål är generell förståelse för vulkanerna samt dess faror med förhoppningen att man kan minska konsekvenserna av sådana naturkatastrofer. 

## De sexton dekadvulkanerna
| - Avatsjinskij-Korjakskij i Kamtjatka i Ryssland - Colima, Jalisco och Colima i Mexiko - Etna på Sicilien i Italien - Galeras i Nariño i Colombia - Mauna Loa i Hawaii i USA - Merapi i Jawa Tengah i Indonesien - Nyiragongo i Demokratiska republiken Kongo - Mount Rainier i staten Washington i USA | - Sakurajima i Kagoshima prefektur i Japan - Santamaria/Santiaguito i Guatemala - Santorini i Kykladerna i Grekland - Taal i Luzon i Filippinerna - Teide på Kanarieöarna i Spanien - Ulawun i Niu Briten i Papua New Guinea - Unzen i Nagasaki prefektur i Japan - Vesuvius i Neapel i Italien |

## Källa
Den här artikeln är helt eller delvis baserad på material från norska Wikipedia.